# Gershon Kingsley
Goetz Gustav Ksinski ou Gershon Kingsley (Bochum, Vestfália, Alemanha. 28 de Outubro de 1922 - 10 de Dezembro de 2019) foi um compositor alemão.
Em 1959 compôs e dirigiu o musical da Broadway La Plume de Ma Tante.
Um de seus sucessos foi a música Popcorn interpretada pela banda alemã Hot Butter em 1972.